# Жовтець неапольський
Жовтець неапольський (Ranunculus neapolitanus) — вид квіткових рослин з родини жовтецевих (Ranunculaceae).

## Біоморфологічна характеристика
Багаторічна трав'яниста рослина 10–35(60) см заввишки. Стебло розгалужене, знизу м'яко запушене, як і листкові ніжки. Прикореневі листки трироздільні, притиснуто волосисті. Частки листків широкоромбічні, крупнозубчасті. Квітки жовті, 1.5–2.5 см у діаметрі. Чашолистки сильно відігнуті. Пелюстки 8–13 мм. Плоди округлуваті й сильно стислі, 3–3.5 мм, по краю облямовані, з дуже коротким прямим носиком, який іноді майже не розвивається; дзьоб трикутний, 0.5–0.75 мм.

## Поширення
Поширення: Албанія, Болгарія, Греція, Італія, Боснія і Герцеговина, Чорногорія, Хорватія, Македонія, Словенія, Сербія Україна [Крим], Туреччина, Ліван-Сирія, Кіпр. 
Часто росте на вологих луках.
В Україні вид росте у світлих лісах на галявинах — у Криму, передгір'ях, і на ПБК, зрідка.